# Eddie Cochran
 (décembre 2013).
Si vous disposez d'ouvrages ou d'articles de référence ou si vous connaissez des sites web de qualité traitant du thème abordé ici, merci de compléter l'article en donnant les références utiles à sa vérifiabilité et en les liant à la section « Notes et références ».
Pour les articles homonymes, voir Cochran.
Edward Raymond Cochran, prononcé [ˈkɒkrən], dit Eddie, né le 3 octobre 1938 à Albert Lea (Minnesota), aux États-Unis, et mort le 17 avril 1960 à Bath, au Royaume-Uni, est un auteur-compositeur, guitariste et chanteur américain de rock 'n' roll. Certains de ses titres, tels Summertime Blues ou C'mon Everybody, ou Somethin' Else, sont devenus des standards du rock.
Eddie Cochran est impliqué dans la musique dès son plus jeune âge, il joue dans l'orchestre de l'école et apprend à jouer du blues à la guitare. En 1954, il forme un duo avec le guitariste Hank Cochran (aucun lien familial). Lorsqu'ils se séparent l'année suivante, Eddie commence une carrière d'auteur-compositeur avec Jerry Capehart. Son premier succès survient quand il interprète la chanson Twenty Flight Rock dans le film La Blonde et moi (1956), avec Jayne Mansfield. Peu de temps après, il signe un contrat d'enregistrement avec Liberty Records et son premier disque pour le label, Sittin' in the Balcony, se classe en 18e position des charts du magazine Billboard.
Eddie Cochran meurt à 21 ans des suites d'un accident de la route à Chippenham dans le Wiltshire, alors qu'il se rendait à l'aéroport de Londres, accompagné de sa fiancée Sharon Sheeley et du chanteur Gene Vincent, à la fin de sa tournée britannique en avril 1960. Il venait de se produire au théâtre Hippodrome de Bristol. Bien que ses chansons les plus connues soient publiées de son vivant, plusieurs le seront à titre posthume. En 1987, Cochran est intronisé au Rock and Roll Hall of Fame. Ses chansons ont été reprises par une grande variété d'artistes, des Beatles aux Sex Pistols en passant par The Beach Boys, The Who, The Rolling Stones, Jimi Hendrix, Led Zeppelin, Van Halen, Joan Jett and the Blackhearts, Bruce Springsteen, the Stray Cats, Johnny Hallyday, Eddy Mitchell, Dick Rivers, Hector et les Médiators, Alan Jackson...

## Biographie

### Enfance
Edward Raymond Cochran voit le jour le 3 octobre 1938, à Albert Lea, dans le Minnesota, cinquième enfant après deux filles, Gloria et Patricia, et deux garçons, William et Robert. Ses parents, Frank et Alice, sont originaires d'Oklahoma City. Cochran revendique jusqu'à la mort son statut d'Okie, nom donné aux Américains ayant quitté l'Oklahoma dans le contexte de la Grande Dépression pour tenter leur chance dans les États du Nord ou de l'Ouest.
Durant son enfance, Edward prend des leçons de musique à l'école, mais il abandonne très vite lorsqu'on lui demande de jouer du piano en supplément. C'est à domicile qu'il poursuit sa formation sur la guitare familiale, en écoutant des airs de musique country à la radio.
En 1953, après plusieurs allers-retours entre Albert Lea et Oklahoma City, la famille déménage à Bells Garden, non loin de Los Angeles en Californie, où son frère William a acheté une maison à son retour du service militaire. Leurs autres enfants étant mariés, Frank et Alice n'ont plus avec eux que leur benjamin, Eddie, qui a alors 14 ans. S'étant déjà intéressé à la guitare Kay de son frère ainé, dont il maîtrise la pratique, Eddie se passionne pour la country. À l'école, il se lie d'amitié avec un autre adepte de ce style, Conrad Connie Smith (plus tard surnommé « Guybo »).
Il fréquente le Keither's Music Center de Bells Garden, un magasin de musique où il croise d'autres musiciens. L'un d'eux, Charles « Chuck » Foreman, de cinq ans plus âgé, rencontré à l'été 1953, possède une steel guitar Multi-Kord et un magnétophone Ampro deux pistes. Ils jouent ensemble, à la manière de Speedy West et Jimmy Bryant. Certains de leurs enregistrements ont survécu, tels Gambler's Guitar, Candy Kisses, Hearts of Stone, Steelin' the Blues ; ce sont les plus anciens d'Eddie. De plus en plus passionné par la guitare, il fait l'acquisition d'autres modèles : une acoustique Martin et une électrique Gibson L-4CN. Lors d'un passage des Shamrock Valley Boys, il s'adresse à leur leader, Bob Denton, et lui demande s'il peut jouer avec eux, alors qu'il n'a que quinze ans. Après avoir discuté avec Eddie, Bob Denton lui suggère de contacter Hank Cochran, chanteur-guitariste country à la recherche d'un partenaire.

### Les débuts

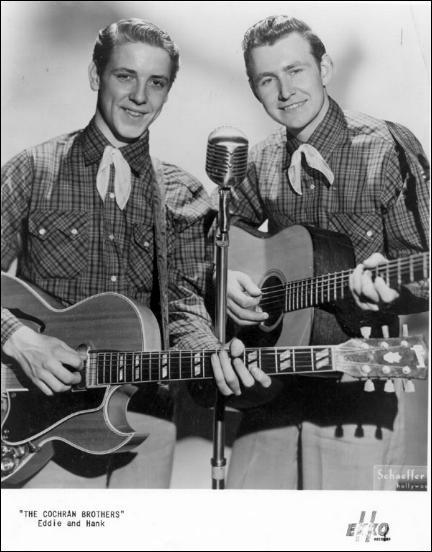
Photographie promotionnelle des Cochran Brothers (Eddie et Hank) pour Ekko Records.

Eddie et Hank commencent à se produire en duo sous le nom de Cochran Brothers (« les frères Cochran »). Bien qu'ils portent le même nom de famille, ils ne sont pas parents, mais se ressemblent suffisamment pour faire illusion. Cliffie Stone, l'un des patrons de l'agence Americana Music, avec Tennessee Ernie Ford et Steve Stebbins, leur trouve des engagements, mais Eddie est encore trop jeune pour avoir le droit de se produire loin de son domicile. Les Cochran Brothers jouent au Town Hall Party et au Hometown Jamboree, émissions influentes. Au printemps 1955, Eddie quitte l'école pour se consacrer à la musique. Steve Stebbins présente Chuck Matthews au duo. Directeur artistique et copropriétaire du label Ekko et des éditions Old Judge, c'est également un compositeur qui signe parfois sous le pseudonyme de Red Hews. Matthews aide les Cochran Brothers à peaufiner leur répertoire et leur présentation. Le duo enregistre deux 45 tours de country en mai 1955 aux studios Western Recorders de Hollywood : Mr. Fiddle / Two Blue Singin' Stars (Ekko 1003) et Guilty Conscience / Your Tomorrows Never Come (Ekko 1005).
Au Keither's Music Center, Eddie croise Jerry Capehart. Originaire de Goodman dans le Missouri, Capehart est l'heureux coauteur de Beautiful Brown Eyes, un succès pour Rosemary Clooney. Il demande aux Cochran Brothers de chanter les maquettes de ses nouvelles chansons. Les enregistrements se font de manière rudimentaire dans l'arrière-salle du Music Center. Capehart est en relation avec les éditions American Music de Sylvester « Sy » Cross qui, pour promouvoir son catalogue, a créé le label Crest. Début 1956, à la même affiche que Jess Willard, autre artiste sous contrat avec Ekko, les Cochran Brothers tournent sur la côte Ouest.
En février, Jerry Capehart enregistre Rockin' and Flyin' au studio Capitol avec Eddie à la guitare. Depuis l'arrivée d'Elvis Presley, chacun sait que les choses changent vite. Sy Cross demande à deux de ses auteurs, Ray Stanley et Dale Fitzsimmons, d'écrire dans ce style. Ils imaginent Latch On dont les maquettes sont réalisées au studio Gold Star par les Cochran Brothers avec Connie Smith (contrebasse) et Jerry Capehart (supervision, percussions). Lors de cette journée sont jetées les bases de Pink Peg Slacks, Heart of a Fool (Jerry, Eddie et Hank), My Love To Remember (Jerry et Eddie) et Yesterday's Heartbreak (Eddie et Hank). Eddie utilise une guitare Gretsch 6120 sur laquelle a été monté un micro Gibson P90 en position manche.

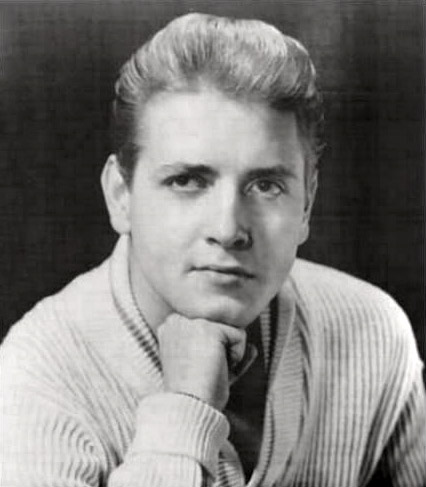
Photographie promotionnelle d'Eddie Cochran en 1957.

Le 10 mars 1956, les Cochran Brothers sont invités au Hometown Jamboree de Cliffie Stone, émission télévisée et radiodiffusée depuis l'American Legion Stadium d'El Monte. Cette exposition médiatique renforce leur bonne réputation. Le contrat avec Ekko exige des Cochran Brothers un dernier 45 tours. Pour l'enregistrer, Eddie et Hank sont accompagnés par Les Taylor (piano électrique Wurlitzer), Connie Smith (contrebasse) et Roy Harte (batterie). Ce dernier est un prestigieux batteur issu du jazz, copropriétaire du magasin Drum City de Hollywood. Il a joué avec Ella Mae Morse, Peggy Lee, Tennessee Ernie Ford (sur Sixteen Tons), Wanda Jackson et sur l'unique album solo de Dickie Harrell, Drums and More Drums (1961).
Quatre originaux signés par Eddie, Hank et Jerry Capehart sont produits, dans une orientation plus rock 'n' roll. Tired and Sleepy sort avec Fool's Paradise en face B (Ekko 3001). Les deux autres titres, Slow Down et Open the Door, voient le jour sur l'album The Young Eddie Cochran en 1982. Cette évolution de la country vers le rock 'n' roll ne se fait pas sans tensions entre les deux faux frères Cochran. Ils se séparent amicalement et Hank intègre la troupe du California Hayride, ce qui rassure son épouse, avant d'être appelé sous les drapeaux peu après.
Débarrassé de Hank Cochran comme de Chuck Matthews, Jerry Capehart agit à sa guise pour lancer son ami Eddie. À Gold Star, entouré de Connie Smith (contrebasse) et Jerry Capehart (percussions), Eddie s'essaie à des reprises de Blue Suede Shoes (Carl Perkins), Long Tall Sally (Little Richard), I Almost Lost My Mind (Ivory Joe Hunter). Il adopte That's My Desire, un succès romantique de Frankie Laine (1946) devenu un standard. Eddie travaille aussi ses créations : Dark Lonely Street, Twenty Flight Rock, Completely Sweet, My Love to Remember, Pink Peg Slacks, Half Loved. Il résulte de ces tentatives des bandes qui seront exploitées de manière posthume, parfois avec des embellissements dus à Snuff Garrett, joués par Tommy Allsup (guitare) et Ernie Freeman ou Ray Stanley (piano).

### Carrière en solo

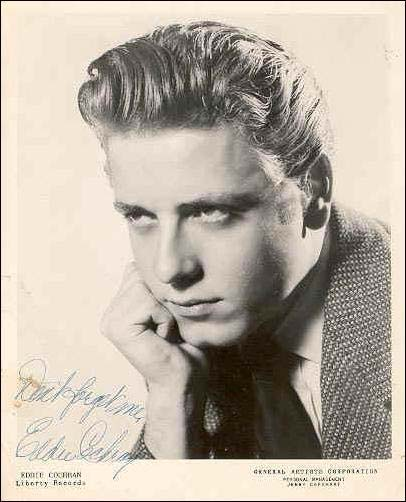
Photographie promotionnelle d'Eddie Cochran en 1958.

Jerry Capehart use de son influence auprès de Crest pour organiser une séance aux studios Master Recorders en juillet 1956. Eddie y retrouve Ray Stanley (piano), Connie Smith (contrebasse) et Jesse Sailes (batterie) pour enregistrer un 45 tours Skinny Jim / Half Loved. Du point de vue distribution, Crest n'est pas une grande compagnie nationale et le succès aurait certainement été plus important chez une major. En revanche, Crest est actif côté éditorial et Half Loved est repris par trois artistes RCA : Janis Martin, Osie Johnson et Milton Allen. Conscient qu'Eddie mérite mieux que Crest, Jerry Capehart démarche auprès de Sy Waronker qui dirige Liberty Records.
Alors qu'il tient la guitare en studio pour un producteur de cinéma, Boris Petroff, Eddie est pressenti pour tourner dans un film de Frank Tashlin, Do Re Mi. Le titre est changé au dernier moment en The Girl Can't Help It (La Blonde et moi). Pour sa séquence, il choisit la version de Twenty Flight Rock enregistrée à Gold Star avec le preneur de son Larry Levine. C'est un morceau de Nelda (Ned) Fairchild. Ned chante avec sa sœur Teena au sein du duo des Southern Belles. Maquette payée par Sy Cross, Twenty Flight Rock est utilisé comme un authentique master par la 20th Century Fox, pour le film, et par Liberty qui sort le 45 tours. Le tournage a lieu en août 1956. Le rôle d'Eddie a été imaginé pour évoquer un chanteur à la Elvis Presley. Dans l'esprit des scénaristes, il s'agit de moquer et d'exploiter par la même occasion cette mode dont tout le monde parle, le rock'n'roll.
Devenu une vedette, Eddie confie l'organisation de ses prestations à l'une des plus grandes agences du pays, GAC. Elle lui trouve un nouveau rôle, celui de Bong dans un film en noir et blanc, Untamed Youth, produit par Aubrey Schenck, tourné par Howard W. Koch à Bakersfield. La sculpturale Mamie Van Doren y tient le premier rôle féminin. Eddie l'accompagne quand elle enregistre des chansons pour le film, Salamander, Oo Ba La Baby, Go Go Calypso et Rollin' Stone. Il joue également pour une autre actrice vue dans Untamed Youth, la blonde Yvonne Lime, qui effectue une tentative chez Liberty. Eddie a droit à quelques répliques et chante Cotton Picker, un hymne à la rébellion. La séance a lieu à Gold Star en décembre 1956. Eddie joue le morceau seul, voix-guitare, sans autre accompagnement.
En 1957, Cochran sort son premier succès Sittin in the Balcony, un des rares titres qu'il enregistre qui soit écrit par un autre auteur (John D. Loudermilk). S'ensuit une tournée en Australie avec Gene Vincent et Little Richard.
Durant sa brève carrière, Eddie Cochran remporte un certain nombre de succès dans le rock 'n' roll : C'mon Everybody, Somethin' Else, My Way, Weekend, Nervous Breakdown et son titre posthume Three Steps to Heaven. Un de ses plus grands succès, Summertime Blues, coécrit avec Jerry Capeheart, est repris par de nombreux artistes depuis sa création, notamment les Beach Boys, les Who, Van Halen, les Stray Cats, Blue Cheer, Joan Jett et en France par Johnny Hallyday (La fille de l'été dernier). Somethin' Else est connue notamment pour sa reprises par les Sex Pistols et son adaptation en français par Johnny Hallyday sous le titre Elle est terrible.
Eddie Cochran est moins connu pour ses prestations en tant que producteur, notamment pour l'annexe de Liberty Records, Freedom Records, fondée en 1958, ou pour ses travaux en tant que guitariste de sessions. Les morceaux sur lesquels il joue sont toujours matière à débat. Parmi les artistes qu'Eddie accompagne : Jerry Capehart, Al Casey, Skeets McDonald, Bob Luman, les Four Dots (ceux du label Freedom avec Jewel Akens), Bob Denton (à ne pas confondre avec Bobby Denton, qui lui est devenu une personnalité politique), Johnny Burnette. Il paraît même des singles qui créditent Eddie Cochran sur l'étiquette, alors que ce dernier n'y joue pas (les galaxies, "Tattle Tale").

### Mort

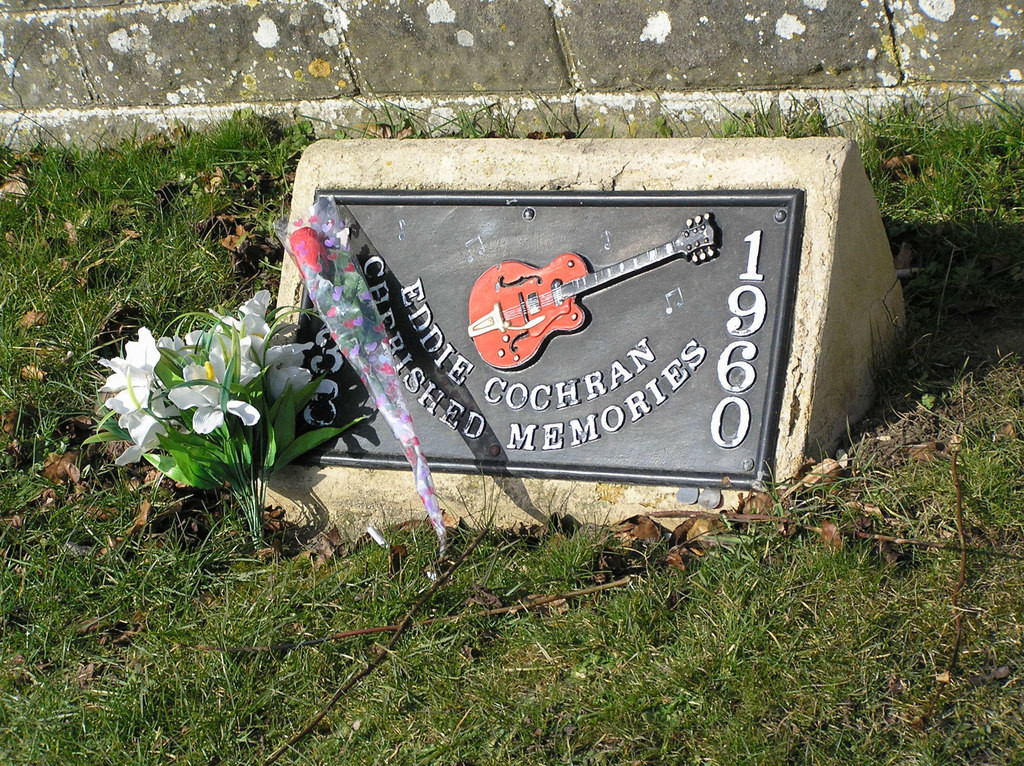
Plaque commémorative à l'emplacement de l'accident dans lequel Eddie Cochran a trouvé la mort.

Le 16 avril 1960, alors qu'il se rend en taxi de Bristol à l'aéroport de Londres, en compagnie de sa fiancée Sharon Sheeley et du chanteur Gene Vincent, ils sont victimes d'un accident : à la suite de l'éclatement d'un pneu, le taxi s'encastre dans un réverbère non loin de la ville de Chippenham, dans le Wiltshire. Transporté à l'hôpital de Bath, dans un état grave, il meurt le lendemain, à peine âgé de 21 ans. Le mois précédent venait de paraître son single Three Steps to Heaven (« Trois pas jusqu'au Paradis »).
Sharon Sheeley survit malgré une fracture du bassin, tandis que Gene Vincent ressort de l'accident avec des dommages à sa jambe gauche, celle-ci étant déjà diminuée par un accident de moto, ainsi que la clavicule et les côtes cassées. Il se retrouve finalement avec une armature métallique enserrée autour de sa jambe. Le chauffeur de taxi, âgé de dix-neuf ans, est le seul à s'en sortir indemne.
Eddie Cochran est inhumé au Forest Lawn Memorial Park de Cypress, dans le comté d'Orange, en Californie.

## Discographie américaine

### The Cochran Brothers
- 1955 : Mr. Fiddle / Two Blue Singin' Stars
- 1955 : Your Tomorrow May Never Come / Guilty Conscience

### Jerry Capehart & The Cochran Brothers
- 1956 : Walkin' Stick Boogie / Rollin’
- 1956 : Tired and Sleepy / Fool's Paradise

### Eddie Cochran

#### Singles
- 1956 : Skinny Jim / Half Loved
- 1957 : Sittin' In The Balcony / Dark Lonely Street
- 1957 : Mean When I'm Mad / One Kiss
- 1957 : Drive-In Show / Am I Blue
- 1957 : Twenty Flight Rock / Cradle Baby
- 1958 : Jeannie Jeannie Jeannie / Pocketful of Hearts
- 1958 : Teresa / Pretty Girl
- 1958 : Summertime Blues / Love again
- 1958 : C'mon Everybody / Don't Ever Let Me Go
- 1959 : Teenage Heaven / I Remember
- 1959 : Somethin' Else / Boll Weevil Song
- 1960 : Hallelujah I Love Her So / Little Angel
- 1960 : Three Steps to Heaven / Cut Across Shorty
- 1960 : Lonely / Sweetie Pie
- 1961 : Weekend / Lonely
- 1961 : Jeanie Jeanie Jeanie

#### Albums
- Singin' to My Baby, Liberty LRP-3061 (novembre 1957)
- Eddie Cochran, Liberty LRP-3172 (avril 1960)
- Never to Be Forgotten, Liberty LRP-3220 (janvier 1962)
- Summertime Blues, Sunset SUS-5123 (aout 1966)
- Legendary Masters Series, United Artists UAS 9959 (janvier 1972)
- The Very Best of Edie Cochran (1975)
- Great Hits (1983)
- On the Air (1987)
- The Best of Eddie Cochran (1987)
- Greatest Hits (1990)
- Singin' to My Baby et Never to Be Forgotten, EMI Records (1993)

## Hommages
En 1978, Jane Birkin rend hommage à Eddie Cochran dans sa chanson Ex fan des sixties écrite par Serge Gainsbourg, en le mentionnant parmi d'autres musiciens de rock morts prématurément et des membres du club des 27.